# 前462年
| 千纪： | 前1千纪 |
| 世纪： | 前6世纪 \| 前5世纪 \| 前4世纪 |
| 年代： | 前490年代 \| 前480年代 \| 前470年代 \| 前460年代 \| 前450年代 \| 前440年代 \| 前430年代                                                                                         |
| 年份： | 前467年 \| 前466年 \| 前465年 \| 前464年 \| 前463年 \| 前462年 \| 前461年 \| 前460年 \| 前459年 \| 前458年 \| 前457年                                                           |
| 纪年： | 周貞定王七年 魯悼公六年 齊平公十九年 晉出公十三年 趙襄子十四年 秦厉共公十五年 楚惠王二十七年 宋昭公七年 衛敬公三年 蔡声侯十年 鄭哀公元年 燕孝公三十一年 越王鹿郢二年 杞哀公九年 |

## 大事記
- 晉國韓龐攻取秦國的武城。
- 斯巴達人試圖征服麥西尼亞的伊索姆山（英语：Ithome）要塞，那裡有大量叛逆的黑勞士避難。他們要求包括雅典人在內的波希戰爭盟友提供幫助。
- 雅典將領客蒙帶領4,000名重裝步兵前往伊索姆山支援斯巴達人。
- 在試圖襲擊伊索姆山失敗後，斯巴達人開始不信任雅典人，擔心他們可能會站在黑勞士一邊。斯巴達人留住了他們的其他盟友，將客蒙和他的人送回家。這種侮辱性的拒絕導致客蒙在雅典的聲望崩潰。
- 伯里克利開始成為雅典的實質領袖。
- 希臘哲學家阿那克薩哥拉斯搬到雅典並開始在那裡教書。[1]